# Julius von Payer

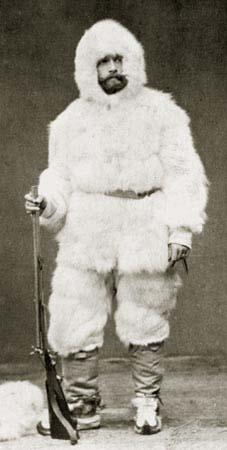

Julius Johannes Ludovicus Ritter von Payer (Teplice, 2 de setembro de 1841 — Bled, 19 de agosto de 1915) foi um oficial austro-húngaro, montanhista, explorador do Árctico, cartógrafo, desenhador e professor na Academia Militar.
Em 1872-1874, liderou a Expedição austro-húngara ao Polo Norte juntamente com Karl Weyprecht.
Em sua homenagem, vários acidentes geográficos receberam o seu nome: a ilha principal da Terra de Francisco José (Ilha Payer), as Montanhas Payer na Antártida e a Terra de Payer na zona leste da Gronelândia.